# Campillos-Sierra
Campillos-Sierra è un comune spagnolo di 92 abitanti situato nella comunità autonoma di Castiglia-La Mancia.